# Групова швидкість

Ілюстрація фазової та групової швидкості. Червона точка рухається з фазовою швидкістю, а зелена з груповою

Групова швидкість — швидкість розповсюдження хвильового пакету. 
Групова швидкість визначається формулою 
{\displaystyle v_{gr}={\frac {\partial \omega }{\partial k}}},
де ω - частота, а k — модуль хвильового вектора. 
Для електромагнітних хвиль у будь-якому середовищі групова швидкість завжди менша за швидкість світла у вакуумі. Оскільки хвильовий пакет може переносити інформацію, то це обмеження задовільняє принцип причинності і забезпечує неможливість передачі інформації із швидкістю, що перевищувала б швидкість світла.